# Mezei Gábor (belsőépítész)
Mezei Gábor (Budapest, 1935. november 29. –) a Nemzet Művésze címmel kitüntetett, Kossuth– és Munkácsy Mihály-díjas magyar belsőépítész, bútortervező és szakíró. A Magyar Művészeti Akadémia Iparművészeti és Tervezőművészeti tagozatának rendes tagja (2011–).

## Életpályája
Felsőfokú tanulmányokat a Magyar Iparművészeti Főiskolán (1955-1960) folytatott. Diplomamunkáját színházi berendezésből írta. Az 1960-as évek közepén a SZÖTERV tervezőjeként ismerkedett meg Makovecz Imre építésszel, kinek stílusszemlélete mély benyomást gyakorolt rá, Makovecz nyomán ő is fellázadt a modern ipari építészet egyhangúsága, szürkesége ellen, egyéni stílusban kezdett tervezni, a magyar és az európai kulturális hagyományok és a 20. századi modern stílusirányzatok ismeretének birtokában az új, organikus szemléletű belsőépítészek egyik legeredetibb egyéniségévé vált. 1968-ban már a Prizma 13 iparművészcsoport vezetőjévé választották.
Társalkotóként leggyakrabban a Makovecz Imre által épített középületek belsőépítésze lett. Szürreális bútorlényeivel szinte nemcsak berendezte, hanem benépesítette, mintegy dramatizálta a belső tereket. Leggyakrabban használt kompozíciós elemei az ősi körforma, az életfa, a szárny. Az utóbbi időkben festészettel is foglalkozik, azokat egyéni kiállítás keretében Szentendrén mutatta be. Belsőépítészeti munkáiból a Magyar Iparművészeti Múzeum őriz mintadarabokat.

## Megvalósult munkáiból
- Szövosz-üdülő (1966, Balatonszepezd)
- Bányásztemplom (1967, Nagybörzsöny)
- Széchenyi patika (1970, Győr)
- Kodály Intézet (1974, Kecskemét)
- Ravatalozók (1976, Farkasréti temető)
- A Művészetek Háza (1977, Sárospatak)
- Művelődési Ház (1982, Jászkisér)
- Művelődési Ház (1983, Jászapáti)
- Liszt Ferenc Múzeum (1984, Sopron)
- Evangélikus templom (1986, Siófok)
- Katolikus templom (1989, Paks)
- Magyar nemzeti pavilon (1991, Expo, Sevilla)
- Bencés Gimnázium kápolnája (1993, Győr)
- Herendi porcelán-mintabolt (1994)
- Külvárosi kávéház (1994, Újpest)
- Római katolikus templom (1995, Százhalombatta)
- Hagymaház (1998, Makó)
- Szamos budai cukrászda (1999, Budapest).

## Kiállításai (válogatás)[3]

### Egyéni
- 1985 • Fényes Adolf Terem, Budapest Makovecz Imrével
- 2011 • Festményeinek kiállítása, Erdész Galéria, Szentendre

### Csoportos
- 1968 • Prizma 13, Nagykanizsa
- 1970 • A Magyar Képzőművészek és Iparművészek Szövetsége belsőépítész szakosztályának kiállítása, Ernst Múzeum, Budapest
- 1971 • Prizma 13 – Gyermektárgyak, Műcsarnok, Budapest
- 1972 • Mai magyar iparművészet I., Iparművészeti Múzeum, Budapest • Prizma 13, Szent István Király Múzeum, Székesfehérvár • Edénykultúra, Műcsarnok, Budapest
- 1974 • Belsőépítészet '74, Fővárosi Tanács bemutatóterem • Mai magyar iparművészet II., Iparművészeti Múzeum, Budapest
- 1975 • Prizma 13 – Jubileumi Iparművészeti kiállítás, Műcsarnok, Budapest • Magyar Kulturális Napok, Helsinki
- 1977 • Prizma 13 csoport, November 7. Művelődési Központ, Szeged
- 1979 • Prizma 13, Handwerkkammer, Köln
- 1980 • Prizma 13 [a Manuál csoporttal], Vasas Művelődési Központ, Miskolc • Diósgyőr • Belsőépítészet 1970-1980, Műcsarnok, Budapest • A kéz intelligenciája, Műcsarnok, Budapest • Nemzetközi Bútorkiállítás, Poznań • Nemzetközi Kézműves Vásár, München
- 1981 • Tradíció és metafora – Új magyar építészet, Építészeti Múzeum, Stockholm • Tradíció és metafora, Alvar Aalto Múzeum, Helsinki • Tradíció és metafora, Finn Építészeti Múzeum, Helsinki • Építészeti tendenciák Magyarországon 1968-1981, Óbuda Galéria, Budapest
- 1983 • A tervezés értékteremtés. Országos Iparművészeti kiállítás, Műcsarnok, Budapest • Magyar organikus építészet, Graz
- 1984 • Magyar organikus építészet, München
- 1985 • Magyar élő építészet, Országos Mezőgazdasági Kiállítás területén
- 1988 • Tavaszi Tárlat, Műcsarnok, Budapest
- 1989 • Magyar organikus építészet, Nederlands Architecturinstituut, Rotterdam
- 1991 • Magyar organikus építészet, Építészeti Biennálé, Velence • Magyar organikus építészet, University of Toronto
- 1998 • A Művészetek Háza, Sárospatak
- 2009 • Folytatni a teremtést. Magyar Iparművészeti Múzeum, Budapest

## Díjai, elismerései
- Munkácsy Mihály-díj (1991)
- A Magyar Köztársasági Érdemrend tisztikeresztje (1995)
- Érdemes művész (2015)
- Kossuth-díj (2023)
- A Nemzet Művésze (2024)[4]